# Кошарка на Летњим олимпијским играма 1936.
Кошаркашки турнир на Летњим олимпијским играма 1936. је први званични кошаркашки турнир на Олимпијским играма. Турнир је одржан у Берлину, Немачка од 7. до 14. августа. На турниру је учествовало укупно 23 репрезентације, што ју је учинило најмасовнијим турниром на олимпијади у тимским спортовима.
Кошаркашки сусрети су се одигравали на отвореном и терен је био у ствари тениско игралиште, тако да су временске прилике јако утицале на игру и играче што се доста осетило и на финалној утакмици.
Прве олимпијске медаље у кошарци поделио је Џејмс Нејсмит, оснивач кошарке. Све три медаље су отишле на Северноамерички континент, прве су биле САД, друга Канада и треће место је освојио Мексико.

## Земље учеснице
На кошаркашком турниру је учествовало 21 репрезентација са укупно 199 играча:
| - Немачка (10/14) - Белгија (8/14) - Бразил (8/10) - Канада (9/14) - Египат (7/10) - Сједињене Државе (14/14) - Естонија (8/11) - Филипини (9/12) - Француска (11/14) - Италија (13/14) - Јапан (8/11) | - Летонија (7/11) - (11/11) - Перу (9/13) - Пољска (10/14) - Швајцарска (8/13) - Турска (8/10) - Чехословачка (12/12) - Уругвај (9/13) - Чиле (7/11) - Кина (13/14) |

### Прва фаза
Победници у првој фази турнира су пролазили у другу фазу док су репрезентације губитнице ишле у репасаж и победом у репасажу давале себи нову шансу у даљњем такмичењу. Пре почетка ове фазе, репрезентације Мађарске и Шпаније су се повукле са турнира и њихови противници репрезентације Чехословачке и САД су се директно пласирале у следећу фазу. Репрезентација Филипина се директно пласирала у друго коло јер није имала противника због непарног броја пријављених репрезентација.
| 7. август 1936. |       |           |
| Естонија        | 34–29 | Француска |
| Чиле            | 30–16 | Турска    |
| Швајцарска      | 25–18 | Немачка   |
| Италија         | 44–28 | Пољска    |
| Перу            | 35–22 | Египат    |
| Летонија        | 20–17 | Уругвај   |
| Бразил          | 24–17 | Канада    |
| Јапан           | 35–19 | Кина      |
| Мексико         | 32–9  | Белгија   |

### Репасаж прве фазе
Победници у репасажу прве фазе су се вратили на такмичење у другој фази. Репрезентације губитнице су овиме завршиле учешће на олимпијском турниру. Екипе Канаде и Немачке требало је да се састану са губитницима из дуела САД, Шпанија, Чехословачка и Мађарска које нису одигране због повлачења шпанских и мађарских представника са турнира и тако да су се овај пут ове две репрезентације директно пласирале даље у другу фазу. Пољска се такође директно пласирала у другу фазу јер је требало да игра против непостојеће репрезентације губитника против Филипина.
| 8. август 1936. |       |           |
| Уругвај         | 17–10 | Белгија   |
| Кина            | 45–38 | Француска |
| Египат          | 33–23 | Турска    |

### Друга фаза
Репрезентације победнице из утакмица друге фазе су се пласирале у трећу фазу. Репрезентације губитнице су опет добијале шансу у репасажу друге фазе.
| 9. август 1936.  |       |              |
| Филипини         | 32–30 | Мексико      |
| Јапан            | 43–31 | Пољска       |
| Уругвај          | 36–23 | Египат       |
| Перу             | 29–21 | Кина         |
| Канада           | 34–23 | Летонија     |
| Сједињене Државе | 52–28 | Естонија     |
| Италија          | 58–16 | Немачка      |
| Швајцарска       | 25–12 | Чехословачка |
| Чиле             | 23–18 | Бразил       |

### Репасаж друге фазе
Естонија се аутоматски пласирала у трећи круг такмичења.
| 10. август 1936. |       |          |
| Пољска           | 28–23 | Летонија |
| Бразил           | 32–14 | Кина     |
| Мексико          | 32–10 | Египат   |
| Чехословачка     | 20–0  | Немачка  |

### Трећа фаза
У трећој фази је примењен систем аутоматског испадања, репрезентација која изгуби се елиминише без шансе за доигравање. Победници су се пласирали даље у четврту фазу, заједно са тимовима из Сједињених Држава и Перуа које нису играли овој фази већ су се директно пласирали даље.
| 11. август 1936. |       |              |
| Филипини         | 39–22 | Естонија     |
| Италија          | 27–19 | Чиле         |
| Мексико          | 28–22 | Јапан        |
| Канада           | 27–9  | Швајцарска   |
| Уругвај          | 28–19 | Чехословачка |
| Пољска           | 33–25 | Бразил       |

### Четврта фаза
Победници су се пласирали у полуфинале а репрезентације губитници су играли класификационе утакмице за потиције између 5. и 8. места. Перу се повукао са такмичења и Пољска се тиме аутомазски квалификовала за полуфинале
| 12. август 1936. |       |          |
| Сједињене Државе | 53–23 | Филипини |
| Мексико          | 34–17 | Италија  |
| Канада           | 41–21 | Уругвај  |

### Класификација од 5. до 8. места
Са повлачењем Перуа, Уругвај је чекао победника меча између Филипина и Италије да би одиграо утакмицу за 5. место.
| 13. август 1936. |       |         |
| Филипини         | 32–14 | Италија |

#### Утакмица за пето место
| 14. август 1936. |       |         |
| Филипини         | 33–23 | Уругвај |

### Полуфинале
| Датум      | Полуфинале - кошарка ЛОИ 1936 | Резултат |
| ---------- | ----------------------------- | -------- |
| 13. август | Сједињене Државе - Мексико    | 25 - 10  |
| 13. август | Канада - Пољска               | 42 - 15  |

### Финале
Финална утакмица је одиграна под веома лошим временским условима. Пошто се играло на отвореном простору, јака киша је веома утицала на игру и посету. Финалну утакмицу је посматрало мање од 1.000 гледалаца. Најбољи стрелац финала је био Американац Џон Фортенбери, са седам постигнутих кошева.
Утакмица за треће место
| Датум      | Утакмица за бронзу - кошарка ЛОИ 1936 | Резултат |
| ---------- | ------------------------------------- | -------- |
| 14. август | Мексико - Пољска                      | 26 - 12  |

Утакмица за прво место
| Датум      | Утакмица за злато - кошарка ЛОИ 1936 | Резултат |
| ---------- | ------------------------------------ | -------- |
| 14. август | Сједињене Државе - Канада            | 19 - 8   |

## Подијум
| · 2° место · Канада · | · Олимпијски шампион · Сједињене Државе · 1° титула | · 3° место · Мексико · |